# Station Kopanica
Station Kopanica is een spoorwegstation in de Poolse plaats Kopanica.